# Comté de Treasure
Pour les articles homonymes, voir Treasure.
Le comté de Treasure est un des 56 comtés de l’État du Montana, aux États-Unis. En 2010, la population était de 718 habitants. Son siège est Hysham.

## Géolocalisation
|                      | Comté de Rosebud  |                  |
| Comté de Yellowstone | Comté de Treasure | Comté de Rosebud |
|                      | Comté de Big Horn |                  |

## Principale ville
- Hysham